# Point Blank (jeu vidéo)
Pour les articles homonymes, voir Point Blank.
Point Blank (ガンバレットシリーズ, Gun Bullet) est un jeu vidéo de tir au pistolet développé et édité par Namco, sorti en 1994 sur borne d'arcade. Il a été adapté sur PlayStation et Nintendo DS.

## Système de jeu
(avril 2015).
Sa qualité peut être largement améliorée en utilisant un vocabulaire plus directement compréhensible.
Les joueurs utilisent un pistolet optique (ou un stylet pour la Nintendo DS) pour atteindre des cibles affichées à l'écran. Les missions exigent de la vitesse et de la précision de la part du joueur. Le jeu est composé de concours de tir et d'autres défis tels que de protéger le docteur Don et le docteur Dan, tirer sur des cibles en carton, etc.
Le joueur peut choisir le niveau de difficulté qui déterminera combien de niveaux doivent être terminés pour finir le jeu, ainsi que sa difficulté globale. Quatre missions doivent être réalisés, missions que le joueur peut réaliser dans l'ordre qu'il le souhaite. Pour toutes ces missions, le joueur ne dispose que de trois vies qu'il peut perdre si :
- Il ne finit pas une mission dans le temps imparti
- Il tire sur une bombe
- Il laisse le Dr Dan ou le Dr Don mourir dans une mission où le joueur doit les protéger
- Il donne de mauvaises réponses aux questions posées
- Il tire sur un carton civil

## Accueil
- Gamekult : 6/10 (PS)[2]